# Nanase Kiryu
Nanase Kiryu (木龍 七瀬, Kiryu Nanase), née le 31 octobre 1989, est une joueuse internationale de football japonaise.

## Biographie
Le 13 janvier 2010, elle fait ses débuts dans l'équipe nationale japonaise contre l'équipe du Danemark. Elle compte 16 sélections et 3 buts en équipe nationale du Japon de 2010 à 2014.

## Statistiques
Le tableau ci-dessous présente les statistiques de Nanase Kiryu en équipe nationale
| Équipe du Japon | Équipe du Japon | Équipe du Japon |
| Année           | Matchs          | Buts            |
| --------------- | --------------- | --------------- |
| 2010            | 3               | 0               |
| 2011            | 0               | 0               |
| 2012            | 2               | 0               |
| 2013            | 1               | 0               |
| 2014            | 10              | 3               |
| Total           | 16              | 3               |

## Palmarès
- Vainqueur de la Coupe d'Asie 2014